# M48毛瑟步槍
M48毛瑟是南斯拉夫仿製毛瑟M24步槍的產物，此槍曾在多次內戰中投入使用。

## 設計
M48毛瑟步槍雖然在外型上與Kar98k相似，而且其尺寸和性能與Kar98k基本相同，只是機匣略短。但許多零件是不能通用的（特別是槍機的部份）。

## 在戰場上投入使用
在南斯拉夫內戰中，M48通常會被民兵裝上ZRAK 4×32瞄準鏡並當成狙擊步槍使用。而南斯拉夫正規軍則不常用，因為人民軍制式配發的扎斯塔瓦M76狙擊步槍有更好的火力與準確度。

## 民用市場
現在，M48普遍會被當成軍餘物資而廉價地外銷到美國、加拿大及澳洲等國家，故在民用市場並不稀見。

## 使用國
M48亦曾出口到其他國家，以下是M48的使用國：
- 南斯拉夫
- 阿尔及利亚
- 埃及
- 伊朗
- 伊拉克

## 另見
- Kar98k

## 外部連結
- 介紹南斯拉夫毛瑟步槍的網頁
- M48 on the Mauser 98 website
- M48 owner's manual
- 槍炮世界—南斯拉夫毛瑟步槍 （页面存档备份，存于）